# Sabine Krapf
Sabine Krapf (Heidenheim an der Brenz, 3 giugno 1964) è un'ex schermitrice e pentatleta tedesca.

## Palmarès
In carriera ha conseguito i seguenti risultati:
- Mondiali:

Lione 1990: oro nella spada a squadre.
- Mondiali:

Londra 1981: argento nel pentathlon moderno individuale.
Compiegne 1982: argento nel pentathlon moderno a squadre.
Göteborg 1983: argento nel pentathlon moderno a squadre.
Hørsholm 1984: bronzo nel pentathlon moderno individuale ed a squadre.
Montecatini 1986: argento nel pentathlon moderno a squadre e bronzo individuale.
Bensheim 1987: argento nel pentathlon moderno a squadre e bronzo individuale.
Linköping 1990: bronzo nel pentathlon moderno a squadre.
Budapest 1992: bronzo nel pentathlon moderno a squadre.
- Europei

Györ 1993: oro nel pentathlon moderno a squadre.